# Everything Goes Numb
Albums de Streetlight Manifesto
Streetlight Manifesto Demo
(2002) Keasbey Nights
(2006)
Everything Goes Numb est le premier album LP de Streetlight Manifesto, sorti en 2003.

## Liste des morceaux
1. Everything Went Numb – 3:29
2. That'll Be the Day – 4:42
3. Point/Counterpoint – 5:27
4. If and When We Rise Again – 4:19
5. A Better Place, a Better Time – 6:28
6. We Are the Few – 4:56
7. Failing, Flailing – 5:28
8. Here’s to Life – 4:41
9. A Moment of Silence – 5:13
10. A Moment of Violence – 2:00
11. The Saddest Song – 3:18
12. The Big Sleep – 5:02

## Composition du groupe pour l'enregistrement
- Josh Ansley - Basse
- Jim Conti - Saxophone alto, Saxophone ténor, Clarinette
- Jamie Egan - Trombone, Trompette, Tuba
- Tomas Kalnoky - Guitare, Chant, Lyrics
- Paul Lowndes - Batterie
- Dan Ross - Saxophone alto, Saxophone baryton